# Чибча (мова)
Чибча або Муїска (muysccubun) — мертва південноамериканська мова, поширена на території сучасної Колумбії до XIX ст., коли зазнала повного занепаду, та на її території була поширена іспанська мова.

## Історія
Була власною мовою народа відомого як чибча-муїска. Протягом свого існування не набула форм писемності, залишаючись усною. Поширена була скрізь по землям муїсків (сучасні колумбійські департаменти Бояка, Кундинамарка, Сантадер). На ній створювалися пісні, легенди та міфи цього народу.
В часи іспанського загарбання муїски легко засвоювали іспанські слова, і цією своєю здатністю дивували ще Гонсало Хіменеса де Кесаду та інших конкістадорів. Покоління індіанців, яке народилися після Конкісти, в часи колоніальної влади, без допомоги вчителів легко опанувало мовою завойовників. Наприкінці XVI ст. муїски вже вільно висловлювалися по-іспанськи на ринках і ярмарках, у приймальні королівського суду, сповідалися священикам в католицькій церкві. Водночас у 1580 році мову чибча за наказом короля Філіппа II викладали на кафедрі мов при Королівській Аудієнсії в Боготі. У 1581 році в заснованій архієпископом Луїсом Сапатою де Карденасом семінарії Сан-Луїс. У 1614 році — також в коледжі Сан-Бартоломе.
Водночас перші іспанські хроністи й особливо католицькі місіонери намагалися вивчити мову чибча. У 1619 році вийшла перша граматика цієї мови, складена Бернардо де Луго. Джерелами з вивчення є манускрипти 158 BNC, 2922 BPRM, 2923 BPRM, 2924 BPRM.
Разом з тим за свідченнями іспанських чиновників вже у 1750-х роках у публічних місцях мова чибча зникла. Рідну мову індіанець міг почути лише у своїй родині, в тісному колі родичів. Через 200 років мова муїска згасла і там: навіть колискові пісні матери-індіянки співали іспанською. Цьому сприяв наказ (королівське письмо, фактично закон) іспанського короля Карла III у 1770 році щодо поширення іспанської мови в усіх колоніях. Мова чибча повністю вийшла з ужитку на початку XIX ст., хоча збереглися деякі особливості, так званні муїскинізми. Лише у 1991 році з прийняттям нової конституції Колумбії цей закон було скасовано.
Натепер зусиллями науковців та громадськості здійснюються заходи з відродження мови муїска (відкриті деякі класи та 1 школи на 150 осіб), втім вони не мають значного результату. У 2008 році кафедрою антропології Національного університету Колумбії започатковано проект «Muysccubun».

## Характеристика

### Фонологія
Голосні
|                               | Голосні переднього ряду | Голосні середнього ряду | Голосні заднього ряду |
| Голосні високого піднесення   | i (i, j, y)             | ɨ (ɣ, y, i, e, Ø)       | u u, v, gu            |
| Голосні середнього піднесення | e (e)                   |                         | o (o, u)              |
| Голосні низького піднесення   |                         | a (а)                   |                       |

Приголосні
|                          | Губний | Ясенний       | Середньопіднебінний | Задньоязиковий | Гортанний |
| Проривний глухий         | p      | t             |                     | k (c, q, qu)   | ' (h)     |
| Проривний дзвінкий       | b      |               |                     | g              |           |
| Носовий                  | m      | n             |                     | η (ng)         |           |
| Щілинний глухі           | f      | s             | ŝ (ch)              |                |           |
| Глухий заясенний африкат |        | ts, tʂ (z, ç) |                     |                |           |
| Одноударний              |        | ɾ (r)         |                     |                |           |
| Сонорний щілинний        | w (hu) |               |                     |                |           |

### Граматика
Відмінювання за відмінками було однаковим для прикметників і для іменників. Відмінки утворювалися додаванням частинок і слів до називного відмінку: -epqua, -ipqua (родовий), -guaca (давальний), -ca (знахідний), перед словом додається O (кличний),-ná, -bhôzha (орудний). Рід впізнається за значенням і за контекстом. Він застосовується до тварин і до розумних і нерозумних істот, а також птахів, але не до рослин та інших предметів.
Іменники бувають основні і похідні (слово suâ (сонце) є основним, а suê (людина сонця) — похідне); прості і складові (останні в географічних назвах та іменах).
В мові муїска 9 займенників (я-хича, ти-муе, той-ас, цей-шіс, те-ис, я або мій-ши, я або мій-і, ти або твій-ум, його-а), що відмінюються. При їх додавання до об'єкту або дієслова значення цього складногослова набуває нового змісту, дієслово відмінюється.